# Mame (ruisseau)
Pour les articles homonymes, voir Mame.
La Mame est un ruisseau français du département de la Charente-Maritime, affluent de la Dronne et sous-affluent de la Dordogne.

## Géographie
Elle prend sa source sur la commune de La Genétouze, trois kilomètres au nord-ouest du bourg, à près de 115 mètres d'altitude, près du lieu-dit l'Espis.
Elle rejoint la Dronne en rive droite, à 22 mètres d'altitude, un kilomètre au nord du bourg de Saint-Aigulin, face au lieu-dit les Éprons.
Sa longueur est de 12,2 km
et elle possède deux courts affluents, le Jard et la Grand-Nauve.

## Communes et Cantons traversés
La Mame arrose trois communes et un canton :
- Charente-Maritime
  - La Genétouze (source)
  - Boscamnant
  - Saint-Aigulin (confluence)
    - entièrement dans le canton de Montguyon.